# كوينسي كارتر
كوينسي كارتر (بالإنجليزية: Quincy Carter)‏ هو لاعب كرة قدم أمريكية أمريكي، ولد في 13 أكتوبر 1977 في ديكاتور في الولايات المتحدة.

## وصلات خارجية
- كوينسي كارتر على موقع مرجع كرة القدم المحترفة.كوم (الإنجليزية)